# Alejandro Zaera
Alejandro Zaera Polo (Madrid, 17 de octubre de 1963) es un arquitecto español, fundador de Alejandro Zaera-Polo & Maider Llaguno Architecture (AZPML). Fue decano de la Facultad de Arquitectura de la Universidad de Princeton y del Instituto Berlage en Rotterdam.

## Estudios y carrera como arquitecto
Estudió en la Escuela Técnica Superior de Arquitectura de Madrid entre 1981 y 1987. En 1989 estudió un máster en Arquitectura en The Graduate School of Design de la Universidad de Harvard y en 991-1992 colaboró en la Office for Metropolitan Architecture (OMA), Róterdam, Países Bajos.
En 1992, junto a Farshid Moussavi, fundó en Londres el estudio de arquitectura FOA (Foreign Office Architects), que inició su andadura aplicando a proyectos concretos los hallazgos en la investigación de superficies, topológicamente construidas, desarrolladas en el grupo docente en el que enseñaba en la Architectural Association de Londres. En esta línea de trabajo surgió la oportunidad de proyectar la terminal de pasajeros del Puerto de Yokohama. Un encargo resultado del concurso de ideas en que fue jurado el arquitecto Rem Koolhaas, director de la Office for Metropolitan Architecture, con la que Alejandro Zaera había colaborado en el pasado.

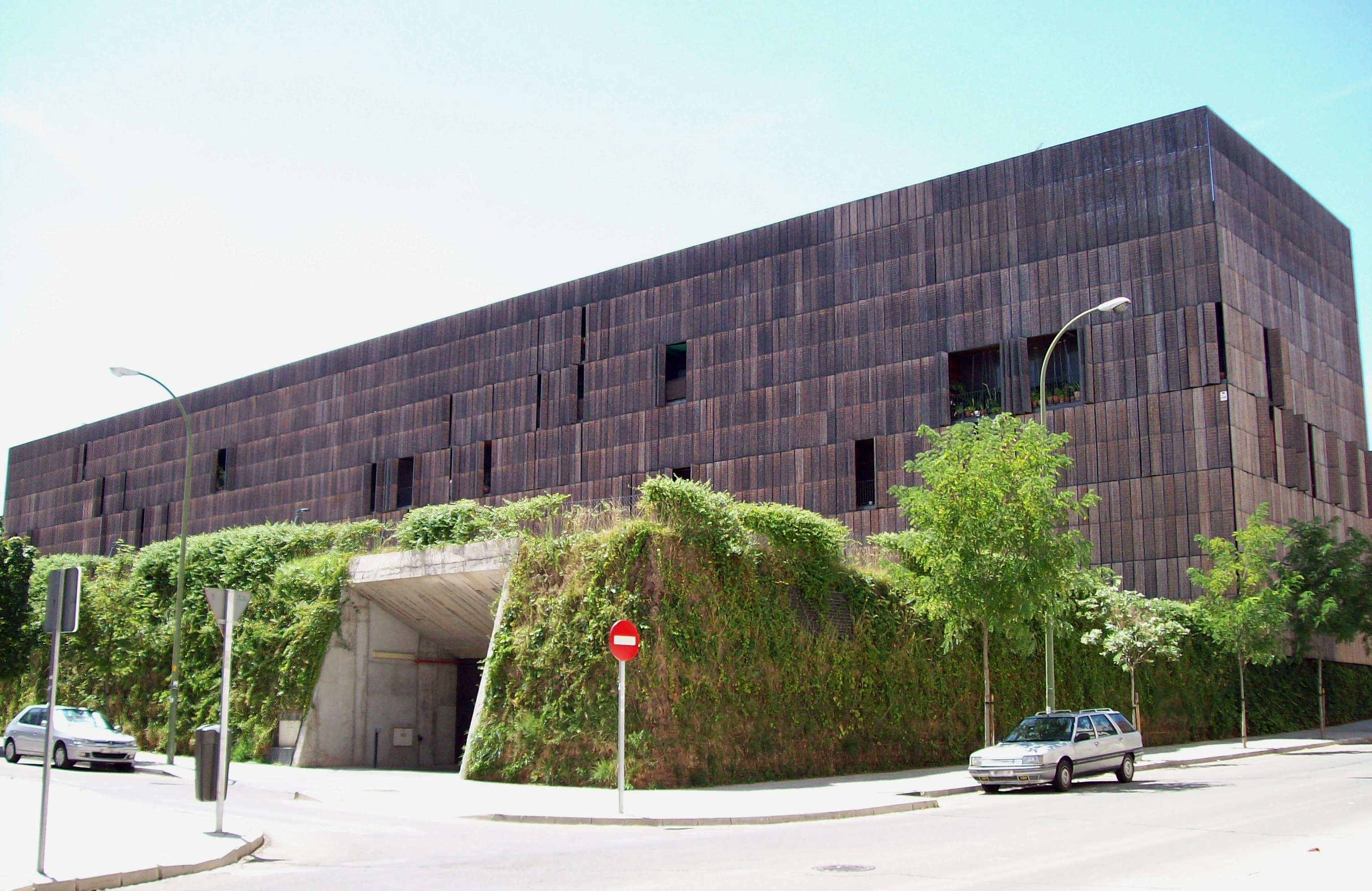
Edificio Bambú (Madrid, 2007).

Posteriormente, llevó a cabo proyectos como el Blue Moon de Groninga; el Auditorium Park, en Barcelona; el complejo de oficinas Mahler 4 de Ámsterdam, el Complejo de la Comisaría de Villajoyosa (España); o los restaurantes Belgo de Londres, Bristol y Nueva York; Instituto de Medicina Legal de Madrid, en el Campus de la Justicia (que abandonó en fase de construcción por desavenencias con la propiedad); y el Centro Tecnológico de La Rioja.

## Carrera docente
Entre 1992 y 1995 fue profesor asociado en la Escuela Técnica Superior de Arquitectura de Madrid, España. Entre 1993 y 2000 fue  Unit Master en la Escuela de Arquitectura de la Architectural Association School of Architecture, Londres, Reino Unido. Ha sido profesor visitante en el Instituto de Arquitectura Berlage, Ámsterdam, Países Bajos (1997), Universidad de Columbia, EE. UU. (1998), Universidad de Princeton, EE. UU. (1999); Universidad de Columbia, EE. UU. (2001); Universidad de California, Los Ángeles, EE. UU. (2002).
En 2002 fue nombrado decano del Instituto Berlage, Ámsterdam, Países Bajos.